# Grundskolan i Sverige

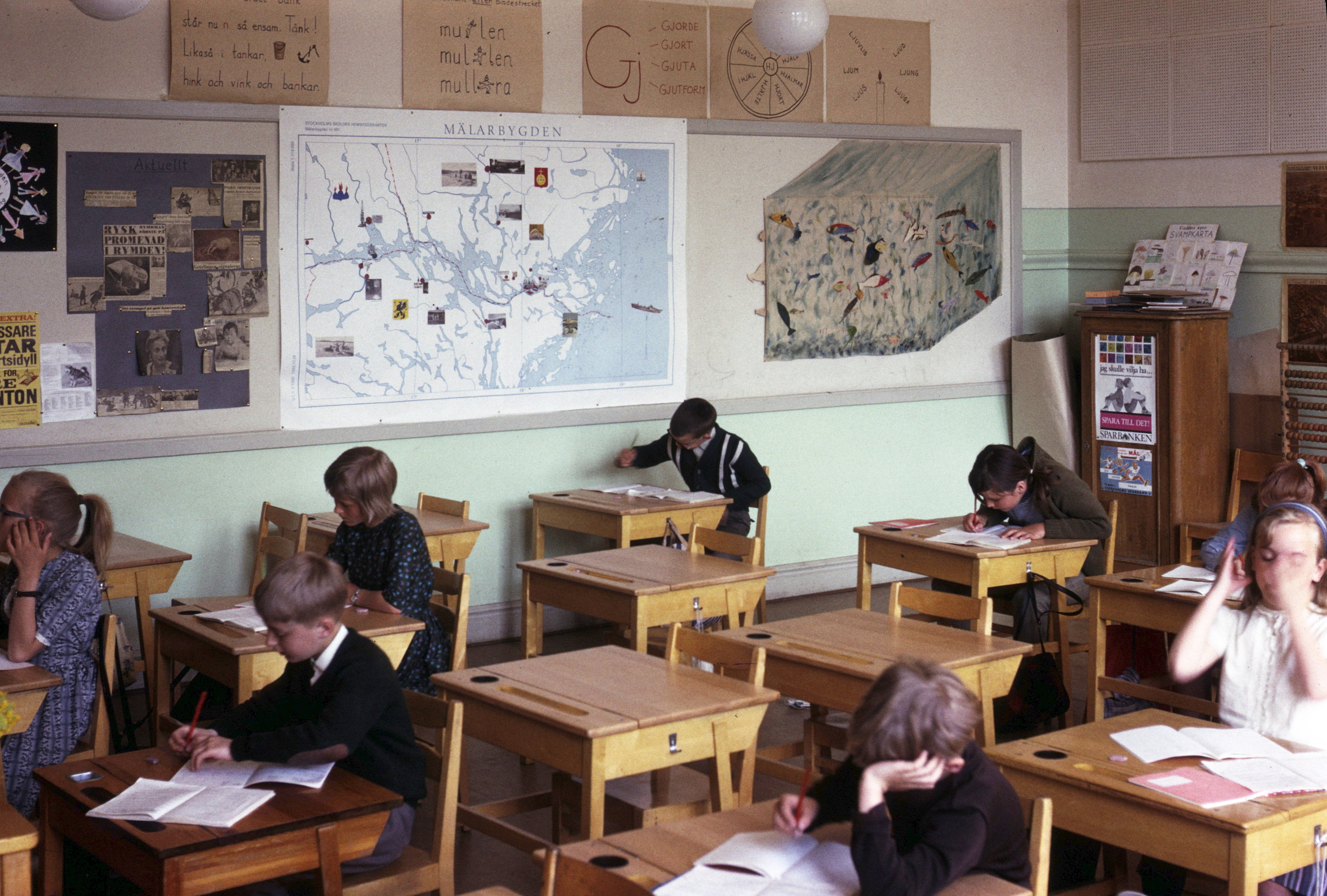
En grundskoleklass i Sverige 1965.

Grundskolan i Sverige utgörs av den obligatoriska 9-åriga skolan (årskurs 1–9) och omfattar mer än 1 100 000 elever läsåret 2020/21. Det är Sveriges kommuner som ansvarar för verksamheten. De grundläggande bestämmelserna om grundskolan finns i skollagen och grundskoleförordningen. Från och med höstterminen 2022 regleras den svenska grundskolans undervisning och målsättning av läroplan Lgr 22. Grundskolan är examensfri.
Från 2017 planeras stadiebeteckningarna återinföras, således blir årskurserna 1–4 lågstadium, 5–7 mellanstadium och 8–10 högstadium.
Från och med höstterminen 2018 är den obligatoriska skolan 10-årig då även förskoleklass (före årskurs 1) blivit obligatorisk. Förskoleklassen kommer slopas från och med hösten 2028 och istället ersättas med  årskurs 1. Detta innebär att grundskolan kommer avslutas från och med årskurs 10, istället för årskurs 9 som det var tidigare.

## Historia

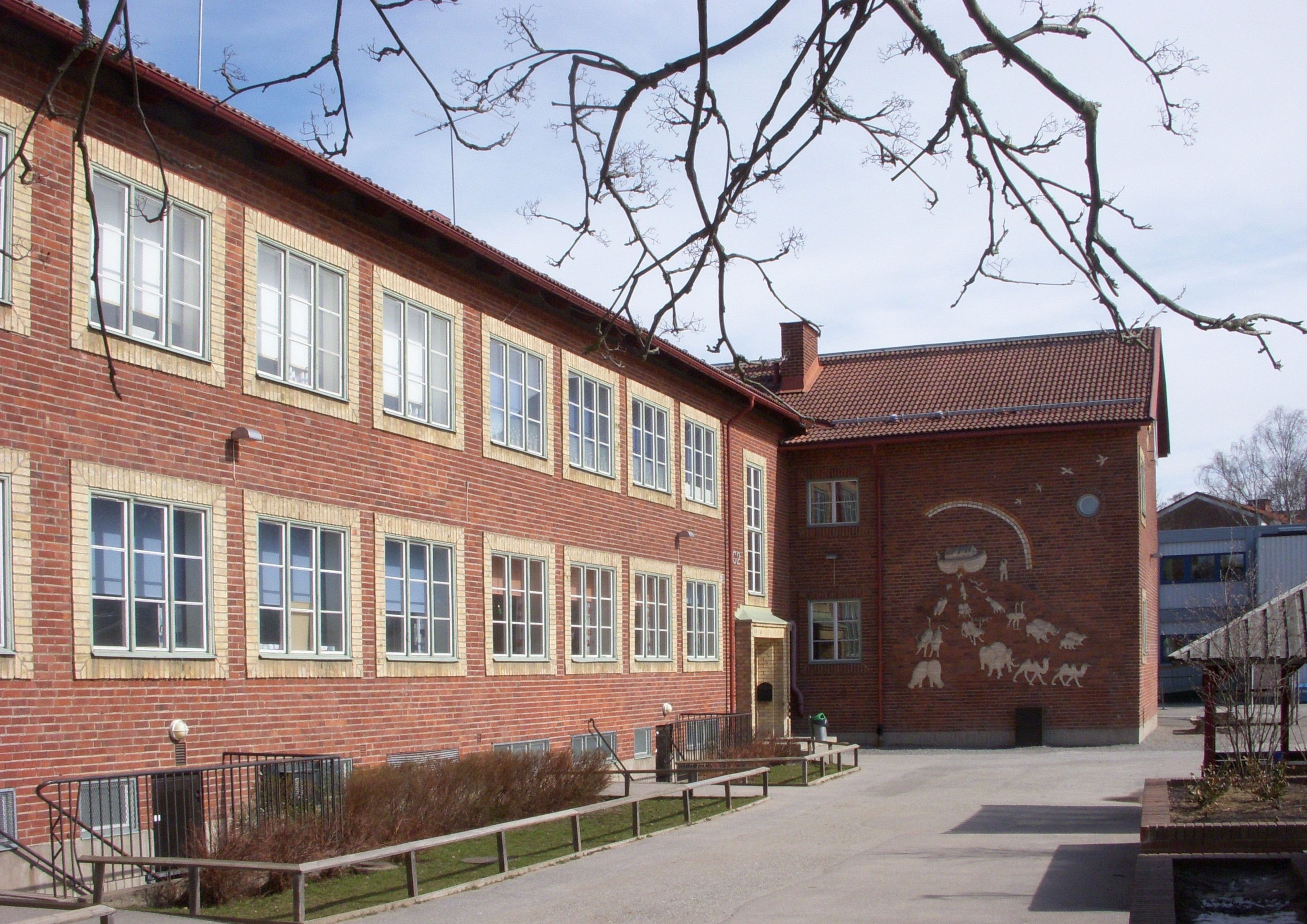
Sköndalsskolan, en äldre grundskola i Sköndal, 2012.

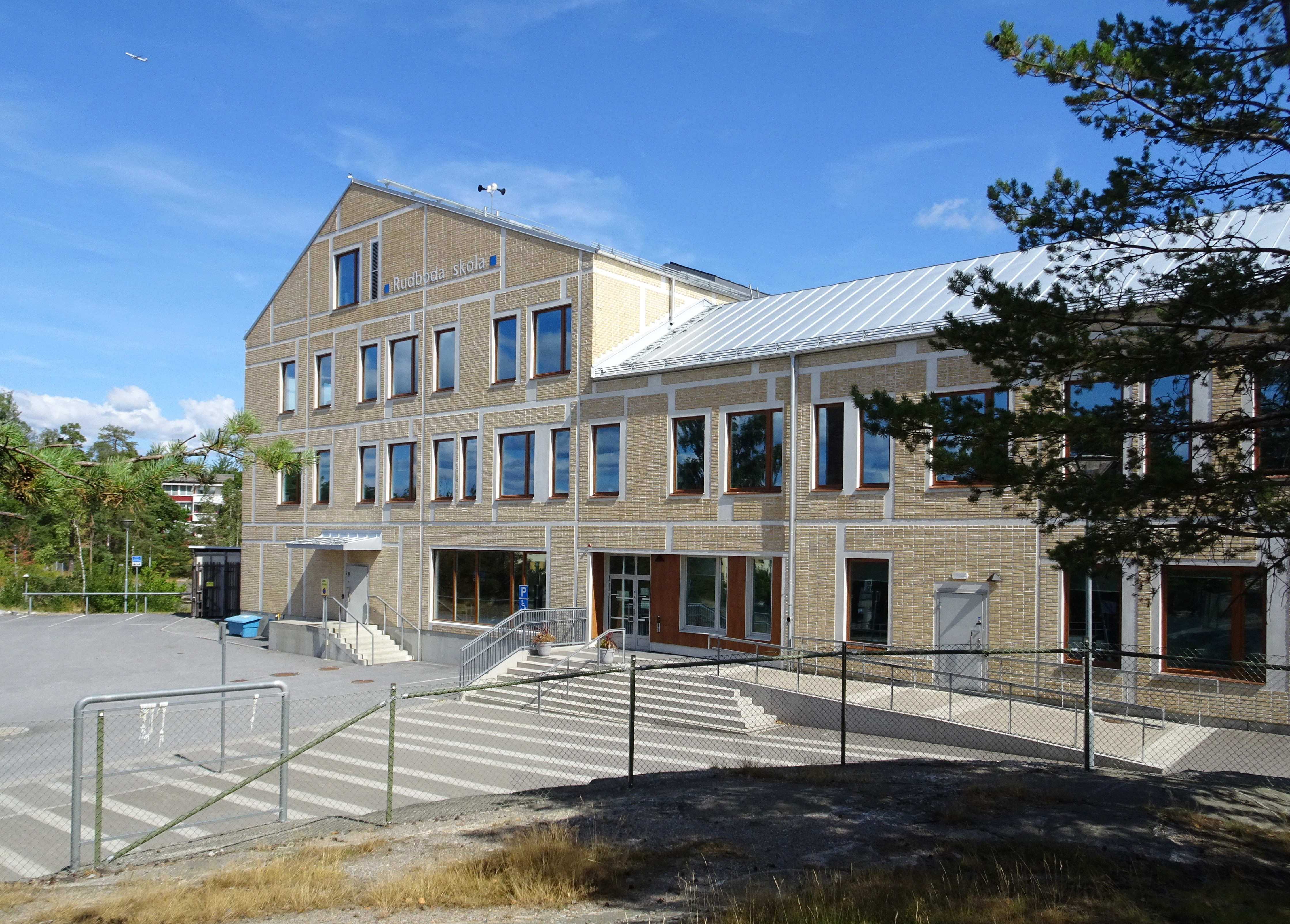
Rudboda skola, en nybyggd grundskola på Lidingö, 2021.

År 1949 infördes den 9-åriga enhetsskolan i vissa skoldistrikt i Sverige. Enhetsskolan, som på sikt ersatte den 1842 lagstadgade folkskolan, blev 1962 grundskola med läroplanen Lgr 62. 
Grundskolan var införd i hela Sverige kring 1972, och folkskolan var därmed avskaffad. Fram till 1994 var den uppdelad i lågstadium (årskurs 1–3), mellanstadium (årskurs 4–6) och högstadium (årskurs 7–9). Bakgrunden till avskaffandet av stadierna var dels att skolan inte förmådde att se elevernas utveckling ur ett livslångt helhetsperspektiv och dels att lärarna blev experter på vissa åldrar istället för i sina ämnen. Stadiebeteckningarna återinfördes från 2018, genom att skolans timplan blev stadieindelad och regeringen reglerade undervisningstiden mellan de olika stadierna. Detta följde på att kursplaner och lärarutbildning sedan 2011 de facto varit stadieindelade.
Vid grundskolereformen på 1960-talet togs begreppet underkänd bort, som tidigare hade gjort att en elev kunde få gå om en årskurs (kvarsittning). Nu blev i stället alla elever automatiskt uppflyttade till nästa årskurs.
Läsåret 1996/1997, då eleverna födda 1982 gick i årskurs (1994–2011 benämnt skolår) 8, blev de de första att få betygssystemet godkänd, väl godkänd och mycket väl godkänd.  Läsåret 2011/2012 var det första läsåret att få betygssystemet A, B, C, D, E och F.

## Utformning
I läroplanen beskriver Sveriges riksdag och Sveriges regering de värden och riktlinjer som ska gälla i skolan. I Lgr 11 som gäller sedan höstterminen 2011 finns det kursplaner där man mer konkret föreskriver vad som krävs av skolan, vilka förmågor varje elev ska utveckla och vilka kunskapskrav som ska uppnås. De mål som är formulerade avser elevens kunskaper för årskurs 3, 6 och 9.
Årskurs 1 är det första skolåret i den svenska grundskolan och eleverna börjar vanligtvis i första klass i augusti det kalenderår de fyller 7. Vad undervisningen handlar om i de olika årskurserna anges i läroplanen Lgr 11, vilken består av kunskapskrav och centralt innehållet uppdelat per årskurserna 1–3, 4–6, 7–9 och ett övergripande syfte med ett antal förmågor som ska genomsyra undervisningen under alla årskurser. Det är i årskurs tre som eleverna för första gången får skriva nationella prov i svenska och matematik. 
Sedan 1994 års läroplan är årskurs (då benämnt skolår) sex det första läsåret som eleverna har språkval. Under årskurs sex skriver eleverna också nationella prov i svenska, engelska och matematik. De får även sina första betyg.
Årskurs 9 är den högsta årskursen i den svenska grundskolan (årskurs 10 från och med hösten 2028). Eleverna får bland annat välja program inför gymnasiet. Man har nationella prov i årskurs 9 sedan läsåret 1996/1997. När eleverna sedan slutar grundskolan på våren erhålls ett slutbetyg som i sin tur är kriterium för behörighet till gymnasieskola. Se figur för andel i befolkning som nått upp till gymnasiebehörighet. 

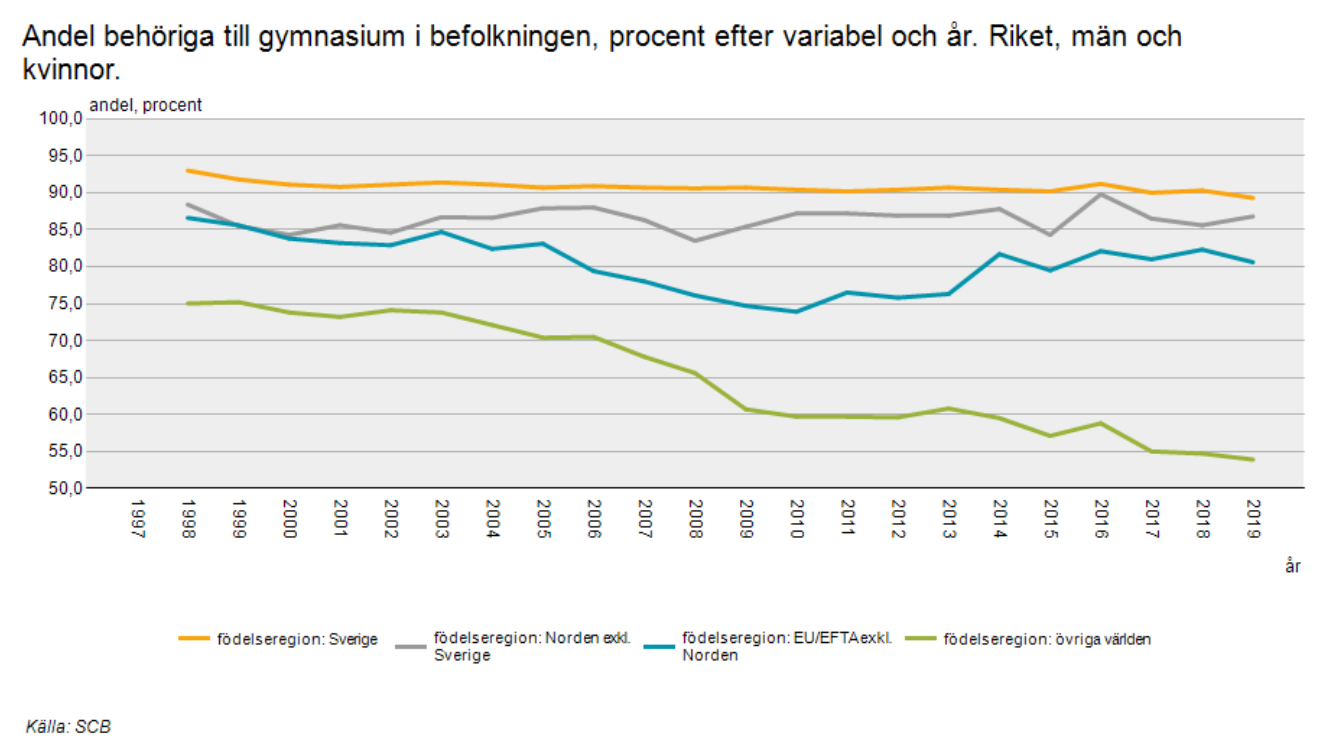
Andel av befolkning behöriga till gymnasium efter födelseregion 1997-2015

Sverige införde flexibel skolstart 1997, vilket ger barn rätt till skolgång från och med sex års ålder. Specialundervisning ges till elever med inlärningssvårigheter, och elever med funktionsnedsättningar kan studera i särskilda skolor eller i en anpassad, vanlig skolklass. Undervisning i det egna språket kan ges till barn med annat modersmål än svenska. Fristående skolor finns på såväl grundskole- som gymnasienivå.
Från 1 januari 2006 har förordningen för grundskolan, särskolan och specialskolorna fått ett tillägg, som säger " Vid utvecklingssamtalet skall läraren i en framåtsyftande individuell utvecklingsplan skriftligt sammanfatta vilka insatser som behövs för att eleven skall nå målen och i övrigt utvecklas så långt som möjligt inom ramen för läroplanen och kursplanerna."